# 李滔 (弘治進士)
李滔（1472年—？），字弘本，浙江台州府黄岩县人，军籍，明朝政治人物。

## 生平
浙江鄉試第五十八名舉人。弘治十二年（1499年）中式己未科會試第二百六十三名，二甲第七十七名進士。

## 家族
曾祖李仁远；祖李從素，遇例冠带；父李存英。母詹氏。重庆下。